# Украјинска гркокатоличка црква
Украјинска гркокатоличка црква (укр. Українська греко-католицька церква, лат. Ecclesia Graeco-Catholica Ucrainae) је источна католичка црква, која спада у групу гркокатоличких цркава. Користи византијски обред, на црквенословенском језику. Организована је као самоуправна (sui iuris) источнокатоличка црква, која се налази у пуном јединству са Римокатоличком црквом и њеним поглаваром, римским папом. На челу цркве се почевши од 2011. године налази кијевски архиепископ Свјатослав Шевчук (укр. Святослав Шевчук).
Украјинска гркокатоличка црква има надлежност над источним католицима византијско-словенског обреда у готово целој Украјини и Пољској. Такође има надлежност над источнокатоличким делом украјинске дијаспоре у средњој и западној Европи, Америци и Аустралији. У самој Украјини живи око 5,3% гркокатолика, што их чини мањином у односу на грађане православне вероисповести. Према укупном броју верника, највећа је источнокатоличка црква византијског обреда.

## Терминологија
Данашња украјинска одредница у називу Украјинске гркокатоличке цркве новијег је порекла, а озваничена је средином 20. века, у време одржавања Другог ватиканског сабора (1962-1965). Све до тада, у службеној (латинској) терминологији Католичке цркве постојала су само два званично призната назива за гркокатоличке црквене установе у источнословенским областима, а њихово означавање је вршено путем употребе општих гркокатоличких (лат. Graeco-Catholici) или посебних рутенских обредних (лат. Rutheni ritus) одредница.
Иако је Католичка црква првобитно имала намеру да све Источне Словене који су прихватили унију одржи на окупу, у оквирима који су били дефинисани употребом рутенског обреда, та замисао је током 19. века доведена у питање, услед појаве украјинског националног покрета.
Пошто су се рутенске одреднице у свом основном значењу односиле на шири источнословенски корпус, украјински гркокатолици су крајем 19. и почетком 20. века почели да захтевају од Рима да се у службеној терминологији Католичке цркве озваничи и украјинско народно име. Услед снажног отпора пољске католичке јерархије, гркокатолички Украјинци су тек средином 20. века успели да се изборе за право на званичну употребу украјинског имена (лат. Ucraini) у службеној латинској терминологији Католичке цркве, а процес постепеног увођења украјинских одредница у званичне називе црквених установа започео је тек за време папе Јована XXIII (1958-1963).
Тај процес је довршен током првих година управе папе Павла VI (1963-1978), тако да Украјинска гркокатоличка црква тек од тог времена постоји под својим данашњим украјинским именом.
Пристанак Рима на озваничење тог имена сматра се великим успехом украјинског националног покрета, пошто је добијањем новог службеног назива постављена основа за употребу украјинских одредница у повратном (историјском) и проширеном (територијалном) контексту. Током старије прошлости и све до почетка 20. века, украјинске обласне одреднице су означавале само централно подручје данашње Украјине, односно простор у поречју Дњепра. Међутим, пошто се гркокатоличке епархије у суседним областима Подолије, Волиније и Галиције данас налазе у саставу Украјинске гркокатоличке цркве, њихова старија историја се у повратном смислу сврстава под историју данашње цркве.

## Историја
Први кораци ка унијаћењу Источних Словена учињени су након склапања Фирентинске уније (1439), али тадашњи покушаји су имали ограничен и привремени домет. Тек након склапања Брестовске уније (1596) и Ужгородске уније (1646), постављен је темељ за стварање првих гркокатоличких епархија, које су током 17. и 18. века успеле да заживе и опстану.
Све до 20. века, гркокатоличке епархије на ширем подручју које данас покрива Украјинска гркокатоличка црква биле су организоване у неколико одвојених црквених јурисдикција, које су имале своја регионална обележја и посебне историје. Ефективно обједињавање је извршено тек након реорганизације (1989-1991) гркокатоличких установа у Украјини.
Историја америчког огранка ове цркве започиње током 19. века, у време досељавања источнословенских имиграната, међу којим је било и оних који су по вероисповести били гркокатолици. Крајем 19. и почетком 20. века, међу досељеницима из источне Галиције и суседних области тадашње Малорусије, почела је да се шири украјинска национална идеологија, што је међу источнословенским гркокатолицима довело до унутрашњих подела на Украјинце и Русине. Сви они заједно су у латинској и енглеској терминологији називани Рутенима, тако да су 1913. године окупљени под јединственом јурисдикцијом, која је касније (1924) ипак морала бити подељена на два апостолска егзархата: карпатско-рутенски (русински) и галичко-рутенски (украјински).